# Waldbrände in Südkalifornien im Januar 2025

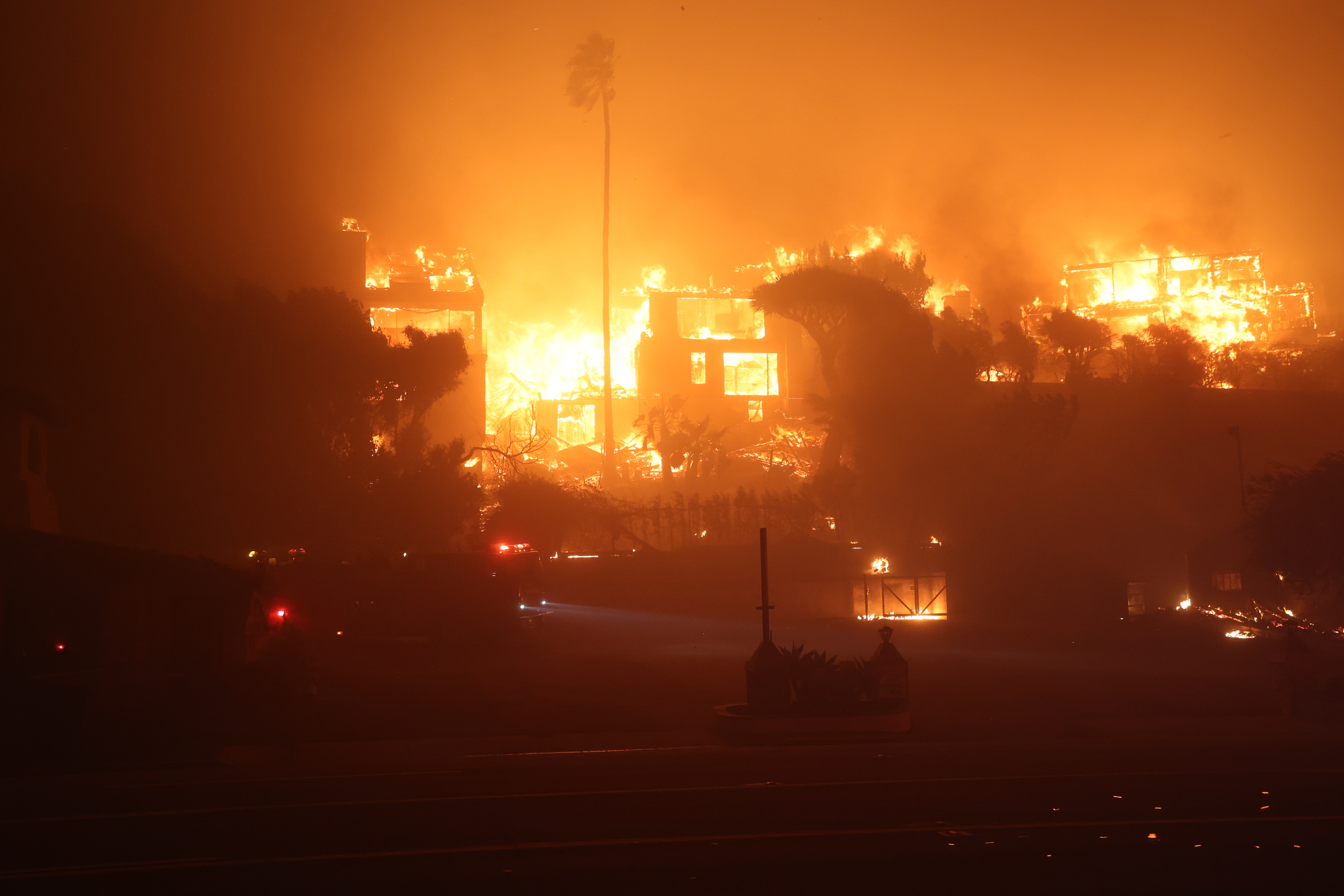
Brennende Häuser im Palisades Fire

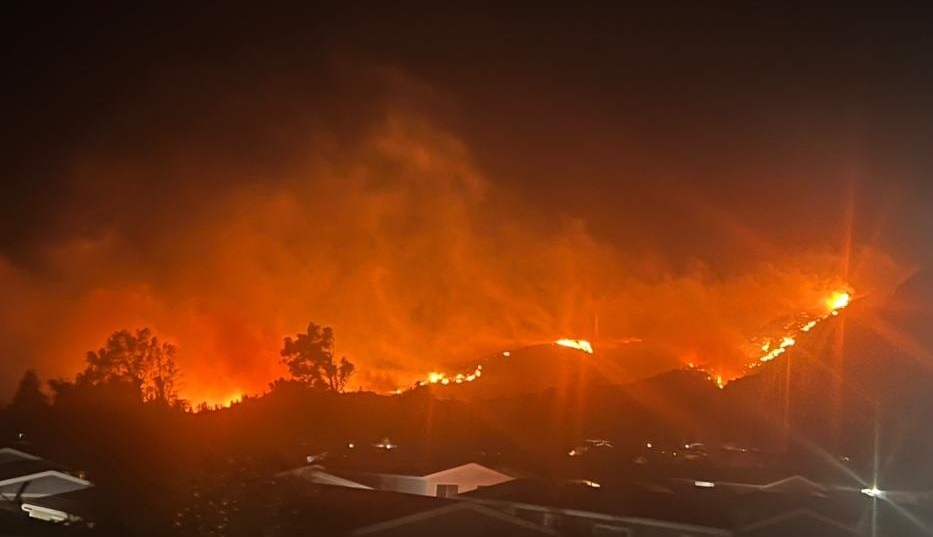
In Flammen stehender Bergrücken im Hurst Fire

Bei den Waldbränden in Südkalifornien im Januar 2025 handelt es sich um eine Reihe von Großbränden in Südkalifornien, vor allem im Los Angeles County, ab dem 7. Januar 2025. Die Brände wurden durch eine Kombination aus starken Santa-Ana-Winden, ungewöhnlich trockenen Bedingungen und dem Beitrag des menschengemachten Klimawandels begünstigt und griffen binnen kurzer Zeit auf zahlreiche Straßenzüge von Altadena und Pacific Palisades über, wo sie schwerste Schäden hinterließen.
Aktuelle vorläufige Einschätzungen gehen von mindestens 30 Toten, mehr als 16.250 zerstörten und rund 2100 beschädigten Gebäuden und über 200 km² verbrannter Fläche aus. Für mehr als 235.000 Menschen galten verpflichtende Evakuierungsbefehle. Die Schäden werden auf Dutzende Milliarden US-Dollar bis etwa 250 Mrd. Dollar geschätzt, womit die Brandkatastrophe die möglicherweise teuerste Naturkatastrophe in der Geschichte der Vereinigten Staaten ist. Besonders schwerwiegend erwiesen sich das Eaton Fire und das Palisades Fire. Das Eaton Fire alleine war mit mehr als 9400 zerstörten Gebäuden und 17 Toten der zweitzerstörerischste und fünfttödlichste Waldbrand in der Geschichte Kaliforniens, das Palisades Feuer mit mehr als 6800 zerstörten Gebäuden und 12 Toten der drittzerstörerischste und neunttödlichste Waldbrand des Bundesstaates. Mehr Todesopfer und zerstörte Gebäude forderte nur das Camp Fire 2018.

## Meteorologische Ausgangssituation

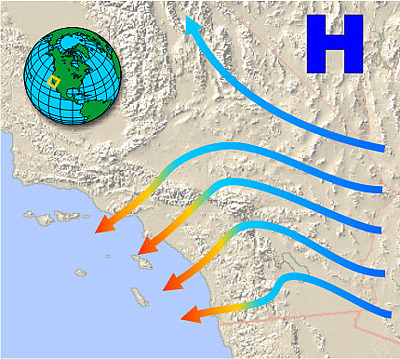
Schema der Santa-Ana-Winde: Typisch ist ein Hochdruckgebiet über dem Großen Becken. Die im Uhrzeigersinn aus dem Hochdruckzentrum verlaufenden Luftmassen strömen weiter durch die Pässe und Canyons Südkaliforniens und manifestieren sich als trockener und warmer Nordostwind.

Niederschläge fallen in Kalifornien typischerweise im Winter, während im Sommer oft gar kein (nennenswerter) Regen fällt. Oft erreicht die Waldbrandsaison im Oktober ihren Höhepunkt, wenn die Vegetation nach dem langen Sommer ausgedörrt ist und Santa-Ana-Winde einsetzen, bevor Regen das Land befeuchtet. Im Januar ist die Waldbrandsaison in aller Regel längst beendet. Im Winter 2024/25 war das aber nicht der Fall, da es im Süden Kaliforniens noch keinen Regen gegeben hatte, der die Brandgefahr gesenkt hätte. Starke Santa-Ana-Winde im Januar sind nicht unüblich. In normalen Jahren stellen diese hinsichtlich Brandgefahr aber keine große Bedrohung dar, weil sich nach ergiebigen Regenfällen wieder genügend Feuchtigkeit im Boden befindet und die Vegetation ergrünt ist. Im Januar 2025 trafen die starken Winde jedoch auf noch immer extrem trockene Vegetation, bei der jeder Funke in kurzer Zeit schwere Großbrände auslösen kann. In Südkalifornien hatte es vor den Bränden acht Monate lang kaum geregnet. Seit Beginn der Regensaison im Oktober 2024 fielen gerade einmal 2 % der üblichen Menge. Das ist der geringste Niederschlag in diesem Zeitraum seit Beginn der Aufzeichnungen. Der letzte Tag 2024, an dem in Downtown Los Angeles mehr als 2,5 Liter Regen an einem einzelnen Tag niedergegangen waren, war der 8. Mai. Gemäß Meteorologen befindet sich die Region damit so tief in der eigentlichen Regensaison in bisher unbekanntem Terrain.
Zudem war nach dem sehr feuchten Winter 2023/24 außergewöhnlich viel Vegetation herangewachsen, mutmaßlich bedingt durch einen starken El Niño 2023/24, der ab dem Frühjahr 2024 abschwächte. Damit stand viel zusätzliches, leicht entflammbares Brennmaterial zur Verfügung, das im sehr heißen Sommer 2024 dann austrocknete. Als damit Anfang Januar 2025 starke Santa-Ana-Winde aufkamen, war die Landschaft extrem anfällig für Brände. Der Klimaforscher Daniel Swain von der University of California, Los Angeles erklärte, es habe niemals eine so trockene Waldbrandsaison nach einer so nassen Saison wie der vorangegangenen gegeben.

## Beitrag des Klimawandels
Wissenschaftler hoben den Beitrag des menschengemachten Klimawandels zu den Feuern hervor. Unter anderem weist der Klimaforscher Daniel Swain darauf hin, dass sich klimawandelbedingt die Waldbrandsaison bereits erheblich verlängert hat und sich somit Waldbrandsaison und Windsaison immer häufiger überlappen, womit die Tage mit dürre- und windbedingt sehr guten Brandbedingungen (Feuerwetter) sehr stark zugenommen haben. Der Klimaforscher Eric Holthaus nannte die Brände ein „besonders akutes Beispiel“ für eine zusammengesetzte Klimakatastrophe, bei der mehrere negative Ereignisse zusammenfallen, die zusammen dann weitaus größere Schäden anrichten, als wenn sie einzeln für sich aufträten. Eine Schnellstudie der University of California, Los Angeles kam zu dem Ergebnis, dass die Brände zwar auch ohne Klimawandel ausgebrochen wären, jedoch „etwas kleiner und weniger intensiv“ ausgefallen wären. Durch den Klimawandel stand ihnen der Studie zufolge etwa 25 % mehr Brennmaterial zur Verfügung. Außerdem lag der Feuchtegrad der vertrockneten Vegetation zum Zeitpunkt des Ausbruchs der Brände auf dem sechstniedrigsten Wert seit Beginn der Aufzeichnung. Die Forscher halten auch fest, dass es ein sehr ungewöhnlicher Santa-Ana-Wind-Ereignis gewesen sei und hierbei der Klimawandel keine Rolle spielte.
Eine ausführliche Attributionsstudie von World Weather Attribution ergab, dass Brandbedingungen in Form des Feuerwetterindexes, wie sie bei den Bränden vor Ort herrschten, bei gegenwärtigen Klima statistisch alle 17 Jahre zu erwarten sind. Dies ist etwa 35 % häufiger als in vorindustrieller Zeit ohne menschengemachten Klimawandel. Zudem war die Intensität ca. 6 % höher als vor Einsetzen des menschengemachten Klimawandels. Bei einem weiteren Fortschreiten des Klimawandels von 1,3 °C auf 2,6 °C würden solche Feuerwetterbedingen noch einmal um 35 % wahrscheinlicher und 3 % intensiver. Dürrebedingungen wie Anfang 2025 kommen bei gegenwärtigen Klima statistisch gesehen alle 20 Jahre vor, etwa 2,4 mal häufiger als vor Beginn des menschengemachten Klimawandels. Zudem kam die Studie zu dem Ergebnis, dass die Trockensaison vor Ort durch den Klimawandel ca. 23 Tage länger dauert als in vorindustrieller Zeit, sodass sich Santa-Ana-Winde und Trockensaison mit viel leicht entzündlichem Brennstoff zunehmend überlappen. Die Studie hält ebenfalls fest, dass die Häufigkeit atmosphärischer Zirkulationsmuster, wie sie am 8. Januar 2025 herrschten, im Winter zugenommen habe. Hier jedoch seien weitere Forschungen nötig, ob dieser Effekt ebenfalls auf den menschengemachten Klimawandel zurückzuführen sei oder auf eine andere Ursache. Klimamodellläufe deuten ebenfalls auf eine deutlich Zunahme bei der potentiell verbrannten Landfläche im Dezember und Januar durch den Klimawandel hin. In Summe könne man "aufgrund der diversen Belegketten sehr zuversichtlich festhalten, "dass der vom Menschen verursachte Klimawandel, der in erster Linie auf die Verbrennung fossiler Brennstoffe zurückzuführen ist, die Wahrscheinlichkeit der verheerenden Brände in LA erhöht hat."
Der Weltklimarat IPCC hielt in seinem 2022 erschienenen Sechsten Sachstandsbericht fest, dass der menschengemachte Klimawandel in Nordamerika zu wärmeren und trockeneren Bedingungen geführt hat, die Flächenbrände begünstigen. Sowohl die Zahl großer Waldbrände als auch die verbrannte Fläche im Westen der USA sind in den vergangenen Jahrzehnten angestiegen. Der IPCC verweist auf Attributionsstudien, wonach der Klimawandel für den Anstieg der verbrannten Fläche in Kalifornien verantwortlich ist. Im ganzen Westen der USA ist der Hauptgrund hierfür der Rückgang der Niederschläge, gefolgt von dem Anstieg der Temperaturen, während für Kalifornien alleine der Anstieg der Temperaturen und damit die Aridisierung als der wichtigste Grund für den Anstieg verbrannter Fläche ausgemacht wurde. Der Klimawandel führt im Westen der USA gemäß IPCC sowohl zu länger andauernden Brandsaisons als auch zu trockenerem Brennstoff. Für die weitere Zukunft prognostiziert der IPCC einen Anstieg der Feueraktivität in vielen Teilen Nordamerikas durch längere Brandsaisons, langfristige Erwärmung und mehr Blitzeinschläge in Teilen der USA.
Die Wachstumsrate von Waldbränden hat im Rahmen der Klimakrise in den Vereinigten Staaten jüngsten Untersuchungen zufolge zwischen 2001 und 2020 erheblich zugenommen, insbesondere im Westen und in Teilen des Ostens, wobei sich im Westen des Landes die durchschnittliche Spitzenwachstumsrate dieser Brände während dieses Zeitraums verdoppelte.

## Warnungen und Vorbereitungen
Die Feuerwehr von Los Angeles warnte in einem internen Memo einen Monat vor Ausbruch der Brände, dass Budgetkürzungen im Fiskaljahr 2024/25 die Reaktionsfähigkeit auf Notfälle beeinträchtigen könne. Das Budget war real um 2 % reduziert worden. Nachdem die Waldbrände ausgebrochen waren, unterstrich Kristin Crowley, die Leiterin der Feuerwehr Los Angeles, dass sich die Kürzungen nun negativ auswirken. Anstatt einer Budgetkürzung hätte es zusätzliches Personal gebraucht, um die gestiegenen Anforderungen der letzten Jahre zu bewältigen. Die Bürgermeisterin von Los Angeles, Karen Bass, sieht hingegen keine negativen Auswirkungen durch die Kürzung, die durch die schwere Haushaltslage nötig geworden wäre.
Noch vor Beginn der Brände warnten Meteorologen und Behörden angesichts der ausgedörrten Vegetation und der prognostizierten Santa-Ana-Winde vor einer extrem gefährlichen Wetterlage. Am 7. Januar 2025 gaben Meteorologen Warnungen vor „lebensbedrohlichen und zerstörerischen“ Winden in Verbindung mit trockener Luft heraus, die zu einem tagelangen kritischen Feuerwetter in Südkalifornien führen würden, und sprachen von dem „schlimmsten [Szenario], was es in Bezug auf Feuerwetter gibt“. Für Teile von Ventura County, Los Angeles County und Orange County wurden Red-Flag-Warnungen vor „außergewöhnlich gefährlichen Bedingungen“ herausgegeben, eine Warnstufe, die zuvor nur je zwei Mal im Jahr 2020 und in der laufenden Brandsaison 2024/25 genutzt worden war. Hinsichtlich der Windstärken, die in den Bergen Böen von über 160 km/h erreichen könnten, gingen Meteorologen von den zerstörerischsten Santa-Ana-Winden seit dem Jahr 2011 aus, und warnten vor umgeknickten Bäumen und Strommasten. Stromversorger teilten mit, dass sie beginnend mit dem 7. Januar 2025 bei Bedarf die Stromversorgung für evtl. bis zu etwa 450.000 Haushalte vorsorglich abschalten könnten.
Der kalifornische Gouverneur Gavin Newsom mobilisierte in Vorbereitung auf mögliche Brände 65 zusätzliche Feuerwehrfahrzeuge, je sieben Großtankfahrzeuge und Hubschrauber und 109 Spezialkräfte.
Am 13. Januar gab der National Weather Service in Teilen von Los Angeles und Ventura County angesichts von erwarteten Winden von annähernd Hurrikanstärke erneut eine Warnung vor einer „besonders gefährlichen Situation“, das vierte Mal überhaupt, dass diese höchste Warnstufe genutzt wurde. Für deutlich größere Bereiche galten zudem Red-Flag-Warnungen.
Für den 26. und 27. Januar wurde Regen angekündigt, mit der Möglichkeit von Sturm und Gewitter. Behörden warnten vor dem Risiko von Schlammlawinen in den von den Bränden betroffenen Regionen. Es bestehe eine 10- bis 20-prozentige Wahrscheinlichkeit, dass es zu erheblichen Sturzfluten und Murgängen komme, durch die Straßen und Gebäude beschädigt werden könnten. Besonders gefährdet sei die Brandnarbe der Feuer, speziell des Eaton Fires. Ursache hierfür ist, dass die Brände den Boden wasserabweisend machen und durch das hügelige Terrain dann Wassermassen die Hänge herabfließen und dabei Schutt und Geröll mitreißen kann.

## Lage

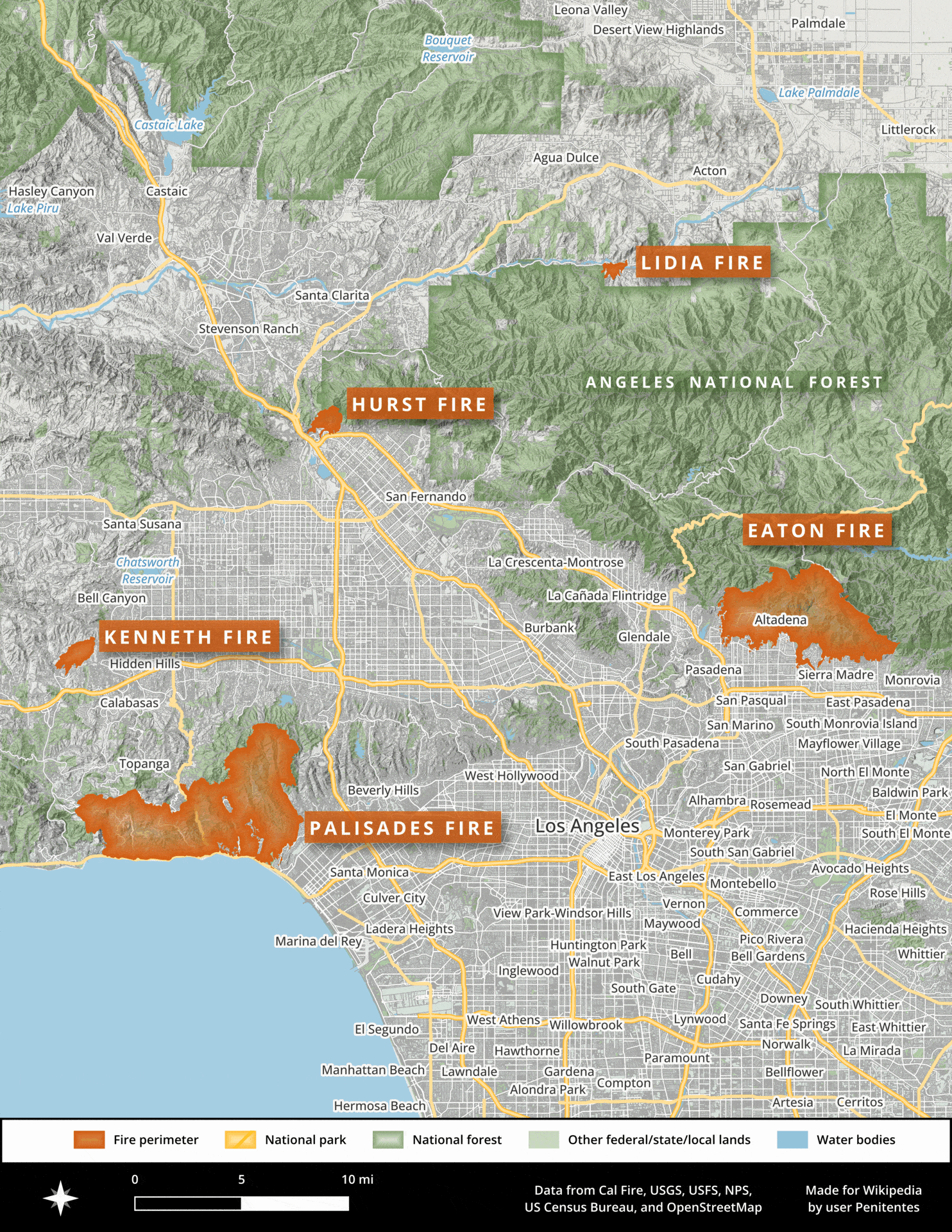
Karte der Feuer im Ballungsraum Los Angeles

### Verlauf

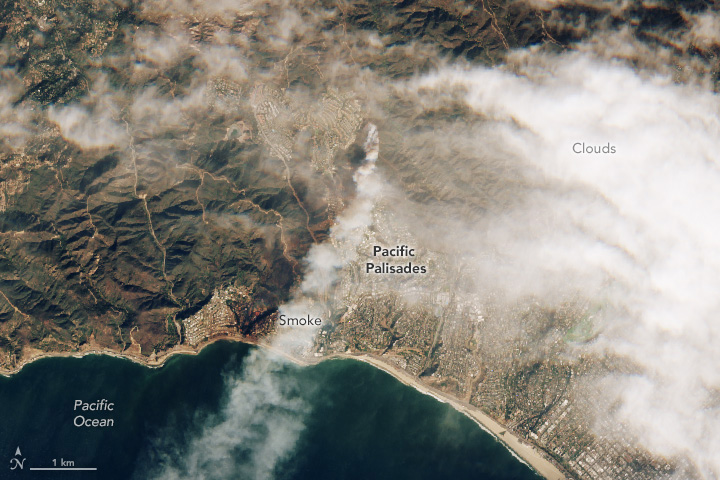
Satellitenbild des Waldbrands in Pacific Palisades vom 7. Januar 2025

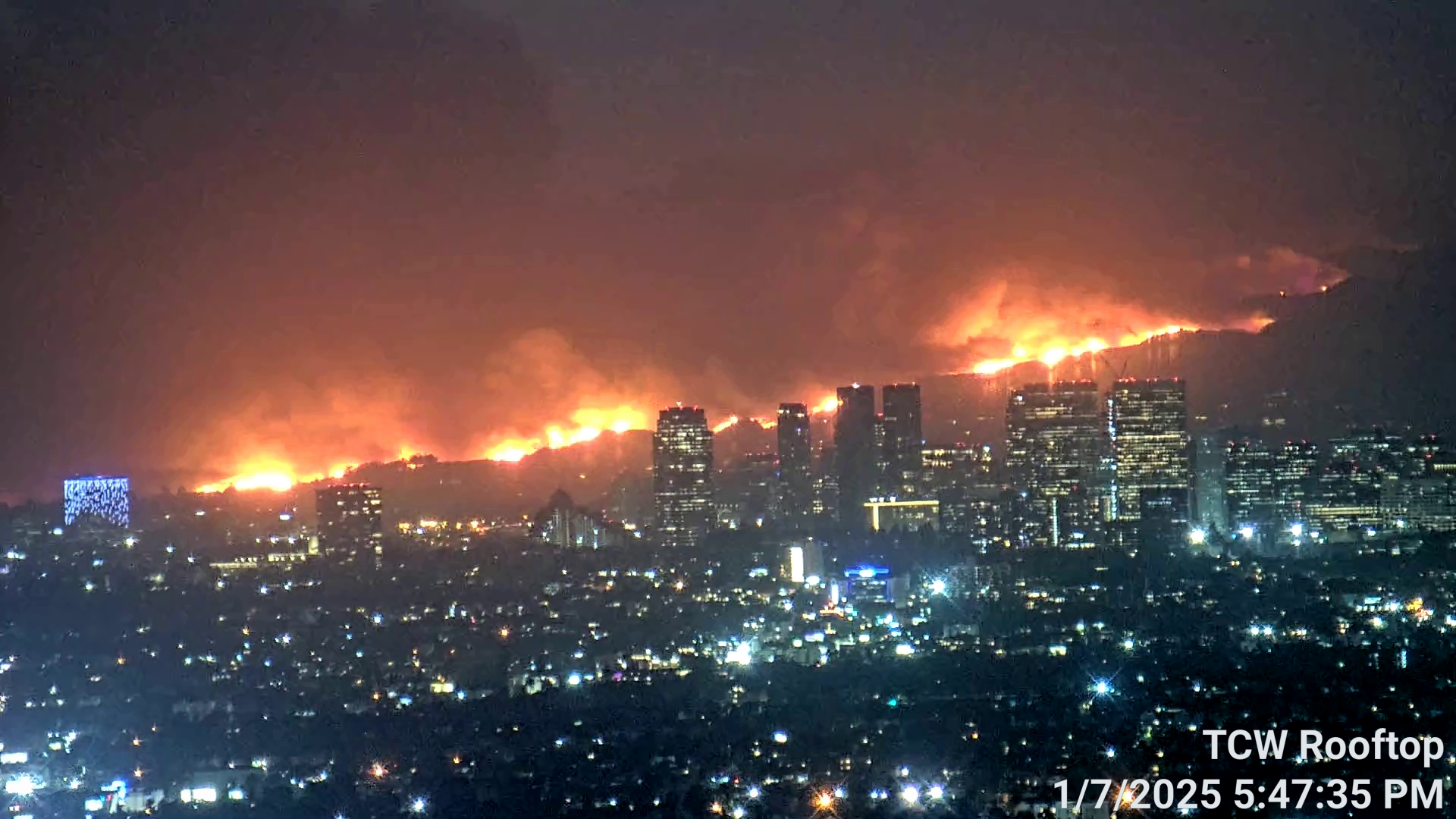
Palisades Fire, aufgenommen aus der Innenstadt von Los Angeles

Die ersten Brände wurden am 7. Januar 2025 gemeldet. Innerhalb weniger Stunden breiteten sich die Flammen, angetrieben von Windgeschwindigkeiten von bis zu 160 Kilometern pro Stunde, auf mehrere Gebiete aus. Besonders betroffen waren die Stadtteile Pacific Palisades und Teile von Malibu.
Bis zum 9. Januar 2025 hatten sich fünf Großfeuer entwickelt, die durch starke Winde weiter angefacht wurden. Das größte unter ihnen ist das Palisades Fire am Westrand von Los Angeles, das sich auf eine Fläche von fast 70 Quadratkilometern ausbreitete, von den Hügeln in Pacific Palisades bis zu den Stränden von Malibu. Ein weiterer bedeutender Brand, das Eaton Fire bei Pasadena, nordöstlich von Los Angeles, breitete sich auf etwa 42 Quadratkilometer aus.
Erschwert wurde die Brandbekämpfung nicht nur durch sehr starke Winde, sondern auch stetig wechselnde Windrichtungen, bei der Glut teils drei Kilometer weit in verschiedene Richtungen geschleudert wurde, wo sie weit von der Feuerfront entfernt neue Brände entfachen kann. Durch die starken Winde konnten in den ersten 24 Stunden auch keine Löschflugzeuge und -hubschrauber eingesetzt werden. Weil Hunderte Häuser simultan brannten, fielen im Bereich Palisades Fires, das teils auf einer Anhöhe brannte, zeitweise etwa 20 % der Hydranten aus, obwohl gleichzeitig Wasser vom Tal nachgepumpt wurde. Zwar gab es drei Wasserreservoire der Siedlung, die zu Brandbeginn mit insgesamt ca. 11 Mio. Liter Wasser auch komplett gefüllt waren, durch den enormen Löschwasserverbrauch der zahlreichen Feuerwehrkräfte, die den Wasserverbrauch auf das Vierfache des bisherigen Rekordverbrauchs ansteigen ließ, leerten sich die Reservoire aber nach und nach. Ein großes Reservoir in Pacific Palisades, das Santa Ynez Reservoir, war wegen einer Beschädigung der Abdeckung seit etwa Februar für Instandsetzungsarbeiten außer Betrieb.
Am 9. Januar kollidierte ein Löschflugzeug mit einer Drohne, worauf das Flugzeug wegen Reparaturarbeiten tagelang ausfiel.
Am 10. Januar 2025 wurden die Red-Flag-Warnungen zunächst aufgehoben. Am selben Tag kam es mehrfach zu Behinderungen der Löscharbeiten aus der Luft durch Drohnen im Einsatzgebiet, worauf Flugzeuge und Hubschrauber aus Sicherheitsgründen von den Löscharbeiten abgezogen werden mussten. In der Nacht vom 10. auf den 11. Januar wuchs das Palisades Fire etwa 1.000 Acres (405 ha) in Richtung von Brentwood und Encino, worauf neue Evakuierungen erfolgten. Gleichzeitig stieg jedoch auch die Eindämmung des Feuers auf 11 %. Am Ende des Tages hatten sich die Feuer auf eine Fläche von ca. 160 km² ausgebreitet.
Am 20. Januar brach ein weiteres Feuer aus, das aber durch Einsatzkräfte schnell gelöscht werden konnte. Nach einer Phase der Entspannung wurden für den 21. Januar angesichts starken Winden mit Orkanböen bis 130 km/h wieder neue Warnungen vor extremen Feuerwetter ausgegeben.
Am 22. Januar brach in Castaic, nordwestlich von Los Angeles, ein weiterer als Hughes Fire bezeichneter Brand aus, der sich angesichts starker Winde binnen zwei Stunden auf eine Fläche von mehr als 5.000 Acres (20 km²) ausbreitete. Für mehr als 31.000 Anwohner im Bereich des Lake Castaic wurden Evakuierunganordnungen herausgegeben, für 23.000 Menschen Evakuierungsvorwarnungen. In der Nähe des Brandes liegt auch ein Gefängnis mit ca. 5.000 Insassen.
Ende Januar setzten in Südkalifornien Regenfälle ein, bei denen binnen drei Tagen in den meisten Orten rund 12 bis 36 Liter/m² Niederschlag fielen. Diese Regenfälle halfen bei den Lösch- und Eindämmungsarbeiten, Meteorologen wiesen aber darauf hin, dass diese Regenmengen nicht ausreichen, um die Waldbrandsaison 2024/25 endgültig als beendet anzusehen. Dafür seinen noch einmal 50 bis 100 Liter/m² nötig.
Am 31. Januar waren die Brände vollständig eingedämmt.

### Brände

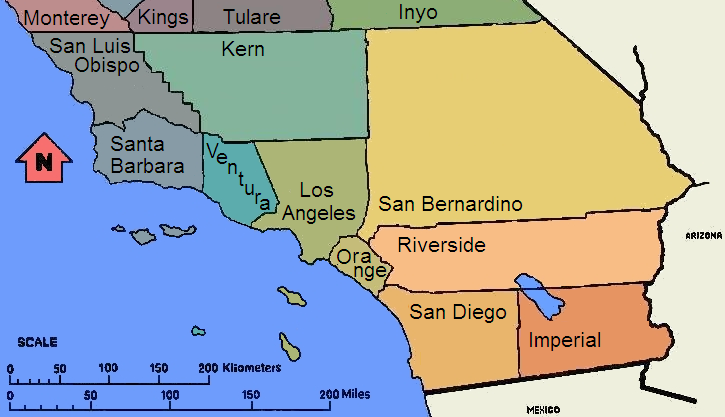
Countys in Südkalifornien

| Name      | County              | Fläche                | Ausbruch   | Eindämmung | Belege               |
| --------- | ------------------- | --------------------- | ---------- | ---------- | -------------------- |
| Palisades | Los Angeles         | 23.450 Acres (95 km²) | 7. Januar  | 31. Januar | [ 38 ] [ 39 ] [ 40 ] |
| Eaton     | Los Angeles         | 14.000 Acres (57 km²) | 7. Januar  | 31. Januar | [ 41 ]               |
| Hughes    | Los Angeles/Ventura | 10.400 Acres (42 km²) | 22. Januar | 31. Januar | [ 42 ]               |
| Kenneth   | Los Angeles/Ventura | 1.050 Acres (4,2 km²) | 9. Januar  | 12. Januar | [ 43 ] [ 44 ]        |
| Hurst     | Los Angeles         | 800 Acres (324 ha)    | 7. Januar  | 16. Januar | [ 45 ]               |
| Lidia     | Los Angeles         | 400 Acres (162 ha)    | 8. Januar  | 11. Januar | [ 46 ]               |
| Lilac     | San Diego           | 85 Acres (34,4 ha)    | 21. Januar | 23. Januar | [ 47 ]               |
| Sepulveda | Los Angeles         | 45 Acres (18,2 ha)    | 23. Januar | 24. Januar | [ 48 ]               |
| Sunset    | Los Angeles         | 43 Acres (17,4 ha)    | 8. Januar  | 9. Januar  | [ 49 ]               |
| Clay      | Riverside           | 39 Acres (15,8 ha)    | 21. Januar | 25. Januar | [ 50 ]               |
| Woodley   | Los Angeles         | 30 Acres (12,1 ha)    | 8. Januar  | 8. Januar  | [ 51 ]               |
| Scout     | Riverside           | 12 Acres (4,9 ha)     | 8. Januar  | 8. Januar  | [ 52 ]               |
| Tyler     | Riverside           | 11 Acres (4,5 ha)     | 8. Januar  | 8. Januar  | [ 53 ] [ 54 ]        |
| Olivas    | Ventura             | 11 Acres (4,5 ha)     | 8. Januar  | 8. Januar  | [ 55 ] [ 56 ]        |

### Einsatzkräfte

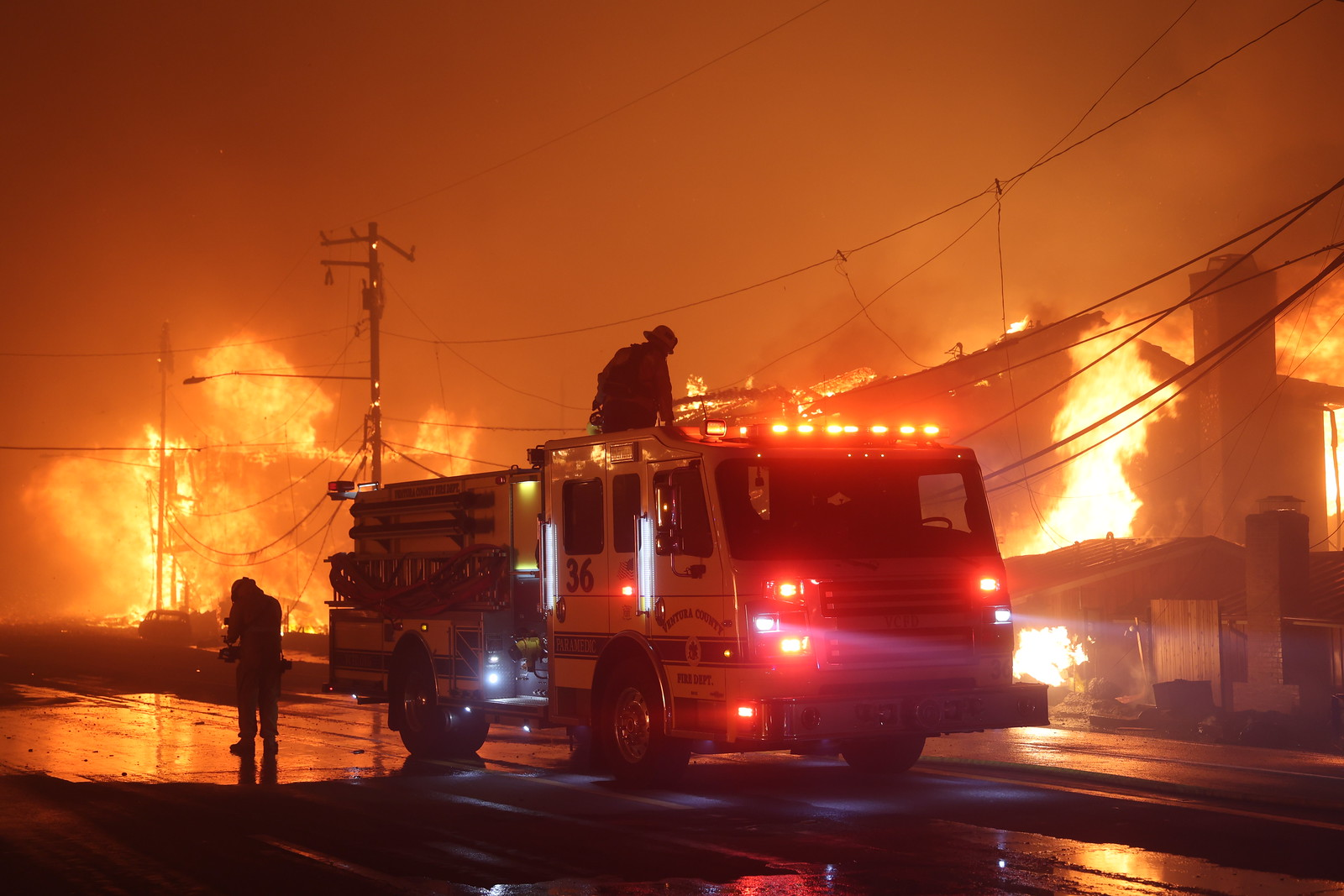
Feuerwehrleute beim Palisades Fire am 8. Januar 2025

Mit Stand 13. Januar 2025 waren mehr als 14.000 Feuerwehrleute im Einsatz sowie rund 1400 Feuerwehr- und 84 Luftfahrzeuge. Die Löscharbeiten gestalteten sich aufgrund der starken Winde als besonders schwierig. Diese fachten nicht nur die Feuer an, sondern erschwerten auch den Einsatz von Löschflugzeugen. Neben Feuerwehren aus Los Angeles und anderen Teilen Kaliforniens schickten auch andere US-Bundesstaaten wie Washington, Oregon, Nevada und Arizona Einsatzkräfte zur Unterstützung. Auch Mexiko und Kanada schickten Einsatzkräfte zur Hilfe.
Der zum Zeitpunkt amtierende US-Präsident Joe Biden entsandte zusätzlich 2000 Einsatzkräfte der Nationalgarde und 15 Lösch-Hubschrauber zur Unterstützung. Kalifornien ist zudem einer von 14 Bundesstaaten, in denen Gefängnisinsassen bei der Brandbekämpfung eingesetzt werden. Bei den aktuellen Bränden waren es zunächst rund 400. Bis 10. Januar stieg die Zahl nach Angabe des California Department of Corrections and Rehabilitation (CDCR) auf 939.

## Auswirkungen

### Opfer und Evakuierungen
Bis zum April 2025 wurden mindestens 30 Todesopfer gemeldet. Mit 18 bestätigten Toten war das Eaton Fire das fünfttödlichste Feuer in Kalifornien seit Beginn der Aufzeichnungen; das Palisades Fire lag in dieser Liste mit zwölf Toten auf Rang 9 (Stand 3. April 2025). Zahlreiche Menschen erlitten Verletzungen, darunter auch mehrere Feuerwehrleute. Die Behörden ordneten großflächige Evakuierungen an, von denen zunächst mehr als 205.000 Menschen betroffen waren. Mit Ausbruch des Hughes Fire wurden noch einmal mehr als 31.000 weitere Menschen evakuiert.

### Sachschäden

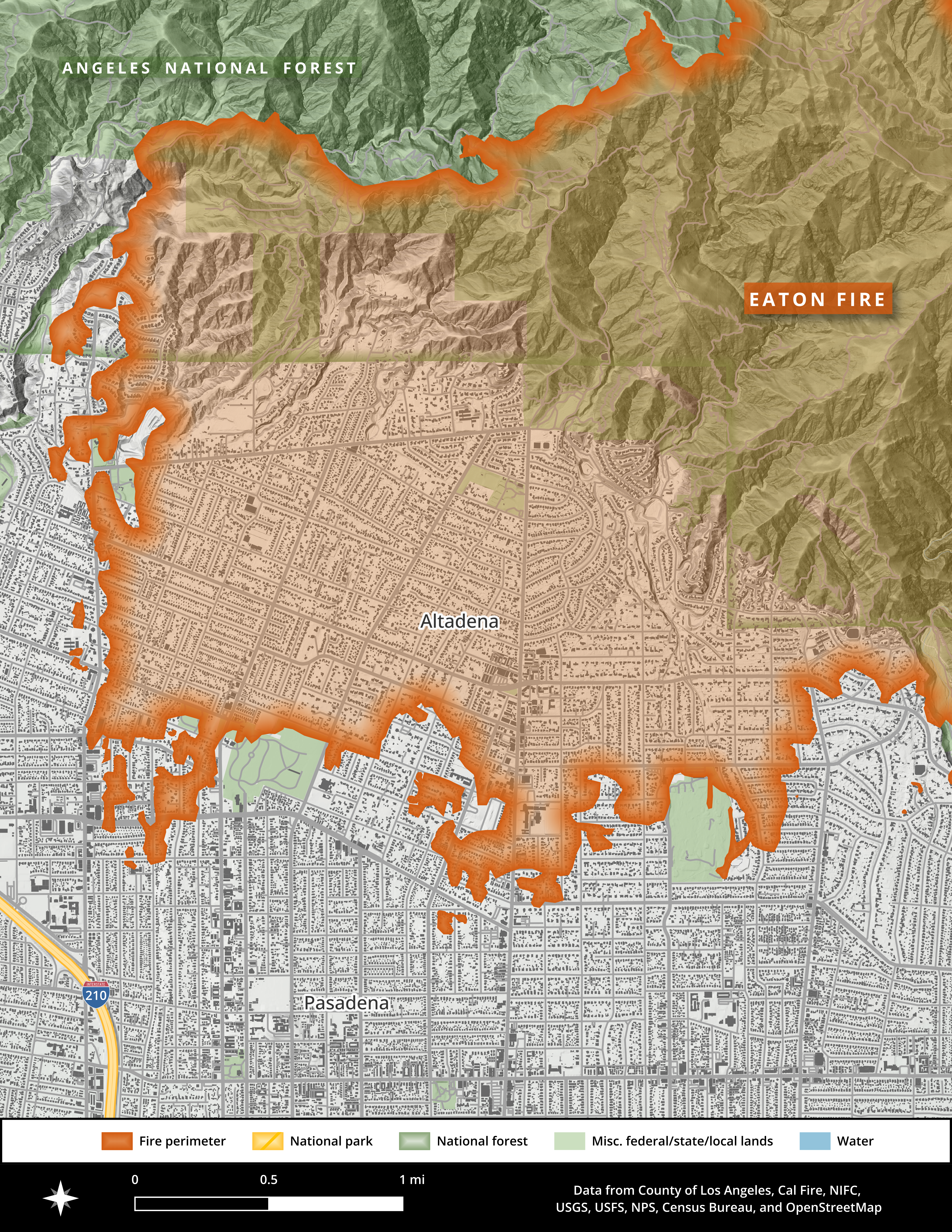
Fußabdruck des Eaton Fires in Altadena

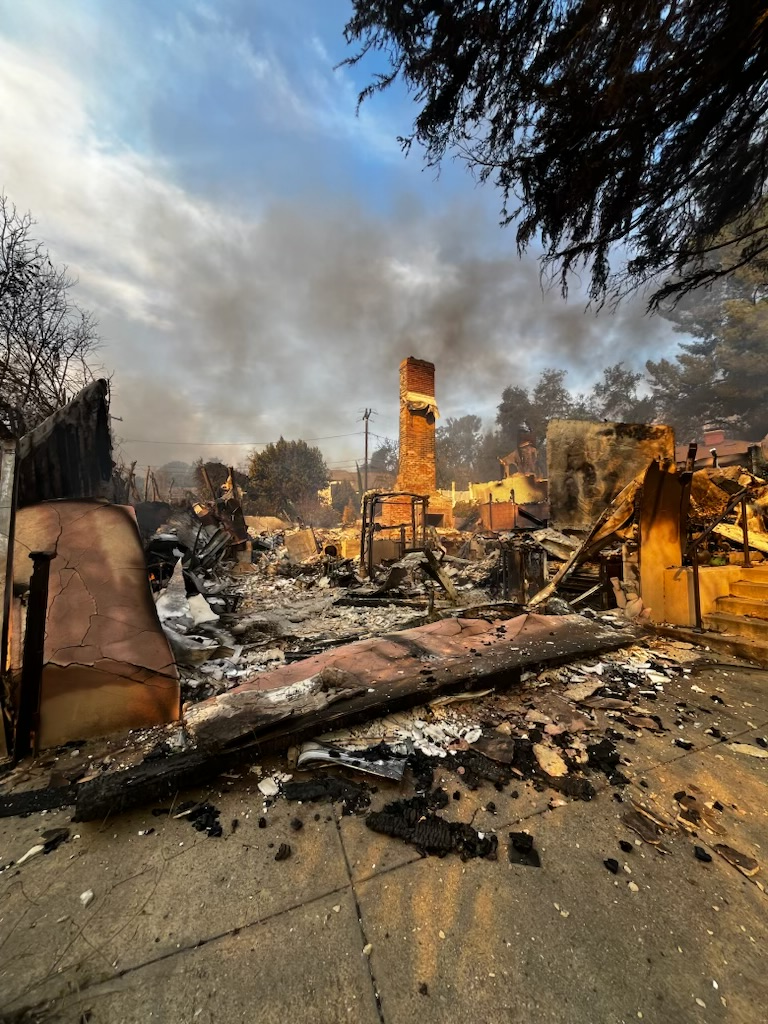
Abgebranntes Wohnhaus am 8. Januar

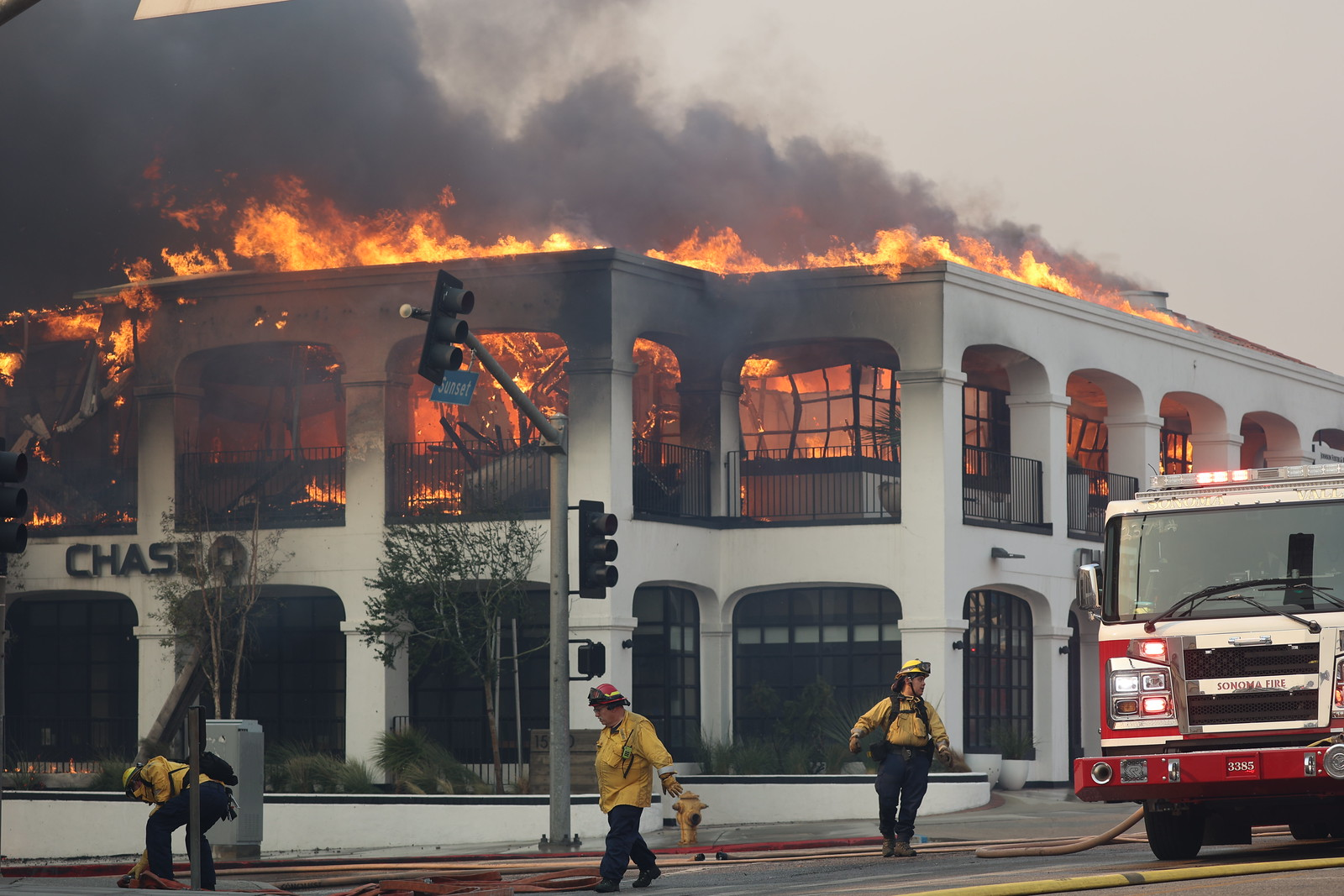
Brennende Gewerbeimmobilie am 8. Januar

US-Medien sprachen schon sehr früh von einer der schlimmsten Feuerkatastrophen in der Geschichte von Los Angeles. Mehr als 16.200 Gebäude wurden durch die Brände zerstört oder beschädigt. Mit Stand 22. Januar wurden beim Palisades Fire 6.837 zerstörte und 1017 beschädigte Strukturen dokumentiert, beim Eaton Fire 9.418 zerstörte und 1.073 beschädigte Strukturen. Die Schadensaufnahmen bei beiden Bränden laufen noch, sodass die Zahlen weiter steigen werden. Insgesamt verbrannte bis zum 12. Januar eine Fläche von rund 160 km², die zum größten Teil auf die beiden genannten Feuer entfallen. Ganze Straßenzüge lagen in Schutt und Asche. Mit Stand 28. Januar listete CAL FIRE das Eaton Fire und das Palisades Fire als die zweit- bzw. drittzerstörerischste Brände seit Beginn systematischer Aufzeichnungen in Kalifornien. Noch mehr Gebäude zerstörte nur das Camp Fire 2018.
Am 7. Januar wurden im Flussbett des Santa Ana River durch einen der ersten gemeldeten Brände ein Zeltlager von Obdachlosen und mehrere Fahrzeuge zerstört. Besonders betroffen waren zudem Wohngebiete in den Hügeln von Los Angeles, darunter wohlhabende Viertel wie Pacific Palisades und die Hollywood Hills, wo viele Prominente ihre Häuser haben. Zu den bekannten Schauspielern und sonstigen Prominenten, deren Häuser abbrannten, zählen Adam Brody, Billy Crystal, Cary Elwes, Anna Faris, Mel Gibson, John Goodman, Jennifer Grey, Paris Hilton, Anthony Hopkins, Ricki Lake, Cameron Mathison, Leighton Meester, Heidi Montag, Rosie O’Donnell, Miles Teller und Diane Warren. Einzelne mit feuerfesten Materialien gebaute Häuser widerstanden dem Inferno.
Erste frühe Schadensschätzungen vom 9. Januar 2025 gehen nicht zuletzt aufgrund der vielen teuren Villen in Pacific Palisades von Sachschäden im zweistelligen Milliardenbereich aus. AccuWeather prognostizierte zunächst einen ökonomischen Schaden in Höhe von 135 bis 150 Milliarden US-Dollar durch die Brände, korrigierte den Wert aber mehrere Tage später auf 250 bis 275 Mrd. Dollar hoch. J.P. Morgan ging zunächst von ca. 25 Mrd. Dollar aus, erhöhte die Schätzung aber am 9. Januar auf etwa 50 Mrd. Dollar. Mit diesen Werten wäre die Brandkatastrophe eine der teuersten Naturkatastrophen in der Geschichte der Vereinigten Staaten, und noch vor dem Camp Fire von 2018, das etwa 30 Mrd. Schäden verursachte, die teuerste Brandkatastrophe in der Geschichte Kaliforniens. Mit Stand 12. Januar 2025 ging Gouverneur Gavin Newsom davon aus, dass sich die Brände letztlich als teuerste Naturkatastrophe in der Geschichte der Vereinigten Staaten erweisen werden.
Besonders schwerwiegend ist, dass viele Gebäude wohl unversichert waren, weil Versicherungsunternehmen Gebäude in Kalifornien wegen der immer zerstörerischer werdenden Katastrophen nicht mehr gegen Elementarschaden versichern. Alleine State Farm kündigte zwischen 2019 und 2024 mehr als 100.000 Hauseigentümern in Kalifornien die Versicherungen, darunter im Jahr 2024 70 % seiner Kunden in den Santa Monica Mountains, wo die Feuer besonders schwer wüteten.
Laut dem Los Angeles County Sheriff Robert Luna wurden Stand 9. Januar 20 Personen wegen Plünderungen festgenommen. Die Polizei erwog die Verhängung von Ausgangssperren, um weitere Plünderungen zu verhindern.

### Gesundheitliche Folgen
Über Los Angeles lag dichter Rauch, der den Bewohnern das Atmen erschwerte. Der Luftqualitätsindex lag teils bei als „sehr ungesund“ eingestuften Werten über 250 für Feinstaub < 2,5 µm (PM2,5). Viele Menschen trugen daher wie empfohlen Atemschutzmasken. Alle Schulen wurden geschlossen und Veranstaltungen abgesagt, hauptsächlich aufgrund der schlechten Luftqualität.
Insgesamt waren Millionen von Menschen dem Rauch ausgesetzt. Erwartet werden neben waldbrandtypischen Schadstoffemissionen zudem gesundheitsgefährdende Belastungen durch die Freisetzung von krebserregender Stoffe aus abgebrannten Gebäuden. Basierend auf Studien zu früheren großen Waldbrandereignissen werden daher Hunderte bis Tausende indirekter vorzeitiger Todesfälle für plausibel gehalten, bei denen die Opfer infolge der Rauchbelastung sowie weiterer indirekter Auswirkungen der Brände sterben.
Durch die verbrannten Häuser, Haushaltsgegenstände, Autos usw. wurden zahlreiche toxische Stoffe gebildet bzw. giftige (Schwer)-Metalle wie z. B. Asbest, Blei und Quecksilber freigesetzt, die sich in der Asche ablagerten und eine Gefahr für zurückkehrende Bewohner darstellen. Daher müssen die Grundstücke zunächst von der Environmental Protection Agency dekontaminiert werden, bevor sie für ihre Eigentümer freigegeben werden.
Aufgrund von vermutetem Schadstoffeintrag in die Trinkwasserleitungen gaben sieben Wasserversorgungsbezirke in Los Angeles County Warnungen heraus, die die Bevölkerung aufforderten, bis zur Herausgabe von behördlichen Entwarnungen kein Leitungswasser zu konsumieren oder für die Körperhygiene zu nutzen. Auch Abkochen reduziere nicht die Gefahr, da dabei toxische Chemikalien wie Benzol freigesetzt werden können.

### Ökologische Folgen
Durch die Feuer wurden große Mengen toxischer Asche, die mit Schadstoffen aus verbrannten Gebäuden und Gegenständen belastet war, in die Umwelt eingetragen. Unter anderem stellte ein Forschungsschiff der NOAA, das aufgrund eines anderen Forschungsprojektes zufällig in der Nähe war, fest, dass noch 160 km vor der Küste Asche und andere Überreste der Brände im Meer zu finden waren. Dies ist besonders deshalb problematisch, da die Sardellen gerade ihre Eier legten. Die Wissenschaftler befürchten, dass diese sich durch die eingebrachten Gifte nicht richtig entwickeln, womit eine wichtige Nahrungsquelle für zahlreiche andere Wasserlebewesen wie Fische, Wale und Seevögel wegbrechen könnte.

### Auswirkungen auf das Kulturleben
Das NFL-Playoff-Spiel zwischen den Los Angeles Rams und den Minnesota Vikings, das am 12. Januar 2025 in Los Angeles hätte stattfinden sollen, wurde aus Sicherheitsgründen nach Arizona verlegt. Auch andere Sportveranstaltungen wurden verschoben oder abgesagt. Auch die geplante Bekanntgabe der Oscar-Nominierungen wurde verschoben.

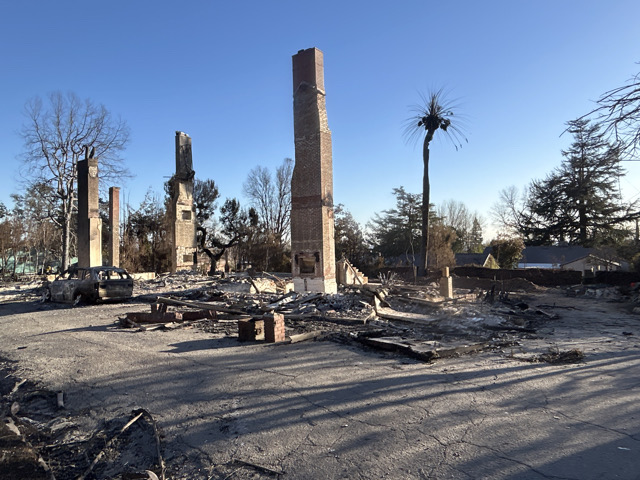
Das zerstörte Andrew McNally House (2025), einst Kulturdenkmal von nationaler Bedeutung

### Zerstörung von Baudenkmälern
Zahlreiche historische Baudenkmäler wurden durch die Brände zerstört. Dazu gehören unter anderen in Pacific Palisades Richard Neutras Kessler House (1950) sowie sein Hees House (1950) und sein Benedict and Nancy Freedman House (1949), Eric Owen Moss 708 House (1979–82), das Robert Bridges House (1979), sowie das Keeler House von Ray Kappe (1991). In Altadena wurde unter anderem das Andrew McNally House (1887), die Scripps Hall von Charles W. Buchanan (1904), das Zane Grey Estate von Myron Hunt und Elmer Grey (1907), das in spanischem Neobarock erbaute Haus 1366 E. Palm (1915), sowie die Park Planned Homes von Gregory Ain (1948) zerstört.

## Reaktionen

### Politik
Kaliforniens Gouverneur Gavin Newsom erklärte den Notstand für die betroffene Region und mobilisierte alle verfügbaren Ressourcen zur Bekämpfung der Brände.
US-Präsident Joe Biden erklärte das Gebiet zum Katastrophengebiet, wodurch Bundesmittel für den Wiederaufbau freigegeben wurden. Angesichts der Situation sagte Biden eine geplante Reise nach Italien und eine Audienz bei Papst Franziskus ab.
Donald Trump gab Biden und Newsom die Schuld, warf ihnen „grobe Inkompetenz und das Missmanagement“ vor, und beleidigte Newsom, mit dem er auch früher schon immer wieder aneinandergeraten war, als „Abschaum“. Zudem behauptete er ohne Belege, dass Schutzmaßnahmen für „wertlose Fische“ dafür verantwortlich seien, dass die Hydranten schließlich kein Wasser mehr hatten.
Die Bürgermeisterin von Los Angeles, Karen Bass, wurde dafür kritisiert, dass sie trotz Wetterwarnungen hinsichtlich hoher Waldbrandgefahr eine Auslandsreise nach Ghana tätigte, wo sie an der Amtseinführung des neuen Präsidenten Ghanas teilnahm. Zudem sorgten vor den Bränden unternommene Finanzkürzungen bei der Feuerwehr und fehlerhafte Evakuierungsanordnungen an Millionen von Bewohnern für wütende Reaktionen. Sowohl die Bürgermeisterin als auch Gouverneur Gavin Newsom ordneten jeweils eine Untersuchung an.

### Falschinformationen
Wie nach vielen Naturkatastrophen wie z. B. Hurrikan Helene im Jahr 2024 kam es auch nach den Bränden zu einer Welle von Falschinformationen von der politischen Rechten. Unter anderem nutzten rechtslastige Medien und Aktivisten die Brände, um Stimmung gegen Gleichberechtigung zu machen. So machten sie u. a. die Diversität im LA Fire Department für die Zerstörungen verantwortlich und warfen der Leiterin der Feuerwehr Los Angeles, Kristin Crowley, vor, ihre Pflichten vernachlässigt zu haben, weil sie sich für LGBT-Angelegenheiten öffentlich eingesetzt hatte. Auch behaupteten sie, dass Hilfsgelder umgeleitet würden, um Migranten zu helfen. Auch Elon Musk und Alex Jones verbreiteten Falschbehauptungen zur Katastrophe.
Der Schauspieler Mel Gibson, dessen Haus in Malibu abbrannte, verbreitete bei Fox News Verschwörungstheorien. Unter anderem äußerte er, es erscheine ihm „ein bisschen zu passend, dass nicht genug Wasser da ist, dass die Windbedingungen richtig sind und dass Menschen bereitstehen, Brandstiftung zu begehen.“ Deswegen beginne er „darüber nachzudenken, ob es eine Absicht gibt oder nicht. Was könnte das sein? Was wollen sie? Den Staat entvölkern?“

### Benefizkonzert
Unter dem Namen FireAid wurde ein großes Benefizkonzert organisiert, das am 30. Januar 2025 um 18:00 Uhr Ortszeit (PST) stattfand. Es wurde simultan an zwei Veranstaltungsorten in Inglewood, Kalifornien ausgetragen, im Intuit Dome und im benachbarten Kia Forum.
Eine Vielzahl namhafter Künstler hatte ihre Teilnahme zugesagt. Das Konzert, an dem zahlreiche namhafte Künstler teilnahmen, wurde von Irving Azoff, dem Vorsitzenden von Full Stop Management, in Zusammenarbeit mit Live Nation und AEG Presents produziert. Es wurde international übertragen, unter anderem in ausgewählten AMC-Kinos, auf Streaming-Plattformen wie Netflix, Paramount+, Prime Video und Apple TV+, auf Musikplattformen wie Spotify, Apple Music, iHeartRadio und SoundCloud sowie auf sozialen Medien und Videoplattformen wie YouTube. iHeartRadio kündigte an, die Veranstaltung live auf über 860 Radiosendern in den gesamten Vereinigten Staaten auszustrahlen.
Ziel des Konzerts war es, Spenden für die Opfer der Waldbrände zu sammeln. Die Erlöse sollen unter Beratung der Annenberg Foundation verteilt werden. Sie sollen sowohl für kurzfristige Hilfsmaßnahmen als auch für langfristige Initiativen zur Prävention zukünftiger Brandkatastrophen in Südkalifornien eingesetzt werden.

## Trivia
Verschiedene Beobachter der Brände zogen Bezüge zu Climate-Fiction-Werken Octavia E. Butlers und Cory Doctorows. Sowohl Butlers breit rezipierte Parabel vom Sämann (1993) als auch Doctorows Lost Cause (2023) prognostizierten Ende der 2020er Jahre weit auf das Stadtgebiet von Los Angeles vordringende Wald- und Buschbrände. Butlers Grabstätte im an der Stadtgrenze gelegenen Altadena wurde während der Brände 2025 leicht beschädigt.